# هوکسی (آرکانزاس)
هوکسی (آرکانزاس) (به انگلیسی: Hoxie, Arkansas) یک شهر در ایالات متحده آمریکا با جمعیت ۲٬۷۸۰ نفر است که در آرکانزاس واقع شده‌است.

## موقعیت جغرافیایی
موقعیت جغرافیایی شهرها و مناطق اطراف به شرح زیر است: